# Славутська центральна районна бібліотека
Славутська центральна районна бібліотека — районна бібліотека м. Славута Хмельницької області України. Виконує функцію інформаційного і культурного центру та творчої лабораторії.

## Історія бібліотеки.
Бібліотека була відкрита в 1935 році, початкова назва — бібліотека імені Горького. Спочатку це був відділ для обслуговування юних читачів та читальня, яка обслуговувала 350 читачів на рік. У 1940 році бібліотекою користувалися вже півтори тисячі читачів, фонд нараховував 4000 примірників. Під час війни бібліотека була повністю знищена, її приміщення і фонд – спалені. Але частина книг залишалась на руках читачів.
Після закінчення війни бібліотека була відновлена, завдяки жителям міста, які приносили книги. Бібліотека працювала, не дивлячись на брак коштів на комплектування та обладнання. У 1946 році в приміщенні школи № 2 була створена самостійна районна дитяча бібліотека. Цього ж року обидві бібліотеки почали комплектуватися з обласного бібколектору, отримувати періодичні видання. 1953 року для працівників бібліотек було виділено приміщення колишнього земельного відділу, яке знаходилось місці сучасної ЦРБ.
1974-го року на місті старої будівлі було збудовано нове двоповерхове просторе, світле приміщення. Директором бібліотеки стала Барахман Тамара Давидівна. Бібліотечна справа пережила ряд реформ, найважливіша з них – централізація 1975 року, яка дала можливість об’єднати бібліотеки в єдину систему. З 1997 року бібліотеку очолює Суска Таїсія Іванівна.
Зараз районна бібліотека є найбільшим книгосховищем району, центром бібліографічної, методичної, краєзнавчої роботи. Тут проводяться численні виставки, інформаційні стенди, суспільно–політичних й соціальні заходи, творчі акції, які стосуються багатьох аспектів сучасного життя держави і регіону.

## Структурні підрозділи
- Відділ обслуговування читачів:
- Абонемент, юнацький абонемент,
- Краєзнавчий сектор,
- Центр регіональної інформації,
- Інтернет-центр,
- Пункт доступу громадян до офіційної інформації.
- Організаційно-методичний відділ.
- Відділ упорядкування, збереження книжкових фондів і організація каталогів.

Юнацький абонемент
Краєзнавчий сектор
Пункт доступу громадян до офіційної інформації

## Інформаційні ресурси.
Склад фондів – універсальний за змістом.

Бібліотечний фонд ЦРБ – 81590 примірників документів

Бібліотечний фонд ЦБС – 501782 примірників документів

Кількість користувачів ЦРБ – 3500 осіб

Кількість користувачів ЦБС – 23326 осіб

## Клуби за інтересами
- Клуб юних правознавців «Закон і час»;
- Літературно – музична  вітальня;
- Літературний клуб «Дивослово».